# 446 (szám)
A 446 (római számmal: CDXLVI) egy természetes szám, félprím, a 2 és a 223 szorzata.

## A szám a matematikában
A tízes számrendszerbeli 446-os a kettes számrendszerben 110111110, a nyolcas számrendszerben 676, a tizenhatos számrendszerben 1BE alakban írható fel.
A 446 páros szám, összetett szám, azon belül félprím, kanonikus alakban a 21 · 2231 szorzattal, normálalakban a 4,46 · 102 szorzattal írható fel. Négy osztója van a természetes számok halmazán, ezek növekvő sorrendben: 1, 2, 223 és 446.
A 446 négyzete 198 916, köbe 88 716 536, négyzetgyöke 21,11871, köbgyöke 7,64032, reciproka 0,0022422. A 446 egység sugarú kör kerülete 2802,30065 egység, területe 624 913,04428 területegység; a 446 egység sugarú gömb térfogata 371 614 957,0 térfogategység.